# 4650 Mori
4650 Mori este un asteroid din centura principală, descoperit pe 5 octombrie 1950 de Karl Reinmuth.